# Slovensko Planinsko Društvo Celovec
Der Slovensko Planinsko Društvo Celovec (Abkürzung SPD Celovec; deutsch Slowenischer Alpenverein Klagenfurt) sieht sich als Alpenverein der Kärntner Slowenen mit vollem Gegenseitigkeitsrecht gegenüber den anderen Alpenvereinen. Er ist, als rechtlich eigenständiger Verein, eine Sektion im Slowenischen Alpenverein (PZS) sowie Mitglied im Verband Alpiner Vereine Österreichs (VAVÖ).
Der Verein wurde in seiner heutigen Form 1953 mit Sitz in Klagenfurt gegründet. Eine seiner Vorläuferorganisationen, die Gailtaler Sektion des Slowenischen Alpenvereins mit Sitz in Feistritz an der Gail, wurde aber bereits 1900 ins Leben gerufen.
Mit Stand 31. Dezember 2004 hat der Verein 371 Mitglieder. Er ist im Besitz einer Schutzhütte mit 15 Schlafplätzen („Hütte ober der Arichwand“ – „Koča nad Arihovo pečjo“), welche 1969 auf der Rossalm (Bleščeča) in einer Seehöhe von 1080 m ü. A. errichtet wurde.
Jährlich organisiert der SPD Celovec eine Wanderung im Gedenken an die in Südkärnten im Kampf gegen den Nationalsozialismus gefallenen Widerstandskämpfer.